# Отерсвајер
Отерсвајер (њем. Ottersweier) општина је у њемачкој савезној држави Баден-Виртемберг. Једно је од 23 општинска средишта округа Раштат. Према процјени из 2010. у општини је живјело 6.187 становника. Посједује регионалну шифру (AGS) 8216041.

## Географски и демографски подаци
Отерсвајер се налази у савезној држави Баден-Виртемберг у округу Раштат. Општина се налази на надморској висини од 137 метара. Површина општине износи 29,2 km². У самом мјесту је, према процјени из 2010. године, живјело 6.187 становника. Просјечна густина становништва износи 212 становника/km².

## Међународна сарадња
| Мјесто   | Држава  | Врста сарадње | Од    |
| -------- | ------- | ------------- | ----- |
| Вестерло | Белгија | партнерство   | 1962. |
| Извор    |         |               |       |